# دیزی لاو
دیزی ربکا لاو (به انگلیسی: Daisy Rebecca Lowe) (زاده ۲۷ ژانویه ۱۹۸۹) یک مدل فشن انگلیسی است که در پروژه‌هایی همچون فتوشوت‌های مجلات، کمپین‌های تبلیغاتی تجاری و شوهای فشن همکاری داشته است. او دختر پرل لاو، خواننده و ترانه‌سرا که بعدها طراح فشن و پارچه شد و گوین راسدیل، خواننده اصلی گروه بوش است.

## حرفه
لاو مدلینگ را از سن دو سالگی آغاز کرد. همچنین در سنین ۱۲ و ۱۴ سالگی در چندین فتوشوت حضور داشته است. او در سن ۱۵ سالگی توسط یک استعدادیاب در شهر کمدن کشف شد و در نتیجه این کشف، با انتخاب یک قرارداد با آژانس مدلینگ لندن بست.
در فوریه ۲۰۰۶، لاو در مجله ووگ ایتالیا حضور پیدا کرد. عکاس این فتوشات‌ها استیون کلین بود که بعدها از وی در یک پروژه به نام "Xurbia" برای دبلیو در سال ۲۰۰۷ نیز عکاسی کرد. در ادامه مسیرش، لاو توسط کارل لاگرفلد انتخاب شد تا برای شنل مشغول مدلینگ شود.
لاو با مجله‌های زیادی همچون تاتلر، ال (مجله)، جی‌کیو، ووگ (مجله)، پارادیس، ماری کلر و بسیاری مجلات و نشریات دیگر همکاری داشته است.
وی همچنین اخیراً در کمپین‌هایی برای مارک جیکوبز، لویی ویتون، دی‌کی‌ان‌وای، منگو (پوشاک) و اسپریت حضور داشته است.
در سال ۲۰۱۱ او در مجله مشهور اسکوایر، به صورت نیمه‌برهنه و با نمایش سینه‌هایش حضور پیدا کرد. وی همچنین در این سال به صورت کاملاً برهنه در پلی‌بوی حضور پیدا کرد و در موزیک ویدیوی "بیا نزدیکتر" از مایل کین به ایفای نقش پرداخت.